# Santa Catarina, Acolman
Santa Catarina är en ort i Mexiko, tillhörande kommunen Acolman i delstaten Mexiko. Santa Catarina ligger i den centrala delen av landet och tillhör Mexico Citys storstadsområde. Orten hade 5 116 invånare vid folkräkningen 2010.